# Willi Reimann
Willi Reimann (Rheine, Nyugat-Németország, 1949. december 24. –) német labdarúgócsatár, edző.